# Смородинский (посёлок)
Смородинский — упразднённый посёлок в Доволенском районе Новосибирской области России. На момент упразднения входил в состав Травнинского сельсовета. Исключен из учётных данных в 1968 году.

## География
Располагался между болотами Смородинское и Антоново, в 9 км к северу от села Травное.

## История
В 1928 году посёлок Пустынно-Смородинский состоял из 47 хозяйств. В административном отношении входил в состав Троицкого сельсовета Индерского района Новосибирского округа Сибирского края. До 1954 года в Шагальском сельсовете; до 1960 года в Волчанском.
Решением Новосибирского облисполкома в 1968 году посёлок исключен из учётных данных.

## Население
По переписи 1926 г. в посёлке проживало 255 человек (134 мужчины и 121 женщина), основное население — русские.